# Rosanna Baiardo
Rosanna Baiardo (Sassari, 9 maggio 1962) è una dirigente sportiva, allenatrice di pallavolo ed ex pallavolista italiana, di ruolo centrale.

## Carriera

### Giocatrice

#### Club
Scoperta casualmente durante una trasferta da Antonio Giacobbe, commissario tecnico della nazionale femminile italiana, nel 1981 venne convocata in azzurro: questa chiamata suscitò polemiche tanto che la nazionale venne definita "Baby", proprio per la provenienza dalla Serie B di Rosanna. Giocatrice nel ruolo di centrale, crebbe sportivamente a Sassari, città dove militò in B con la maglia della Silvio Pellico Sassari allenata e creata, pallavolisticamente parlando, da Giampaolo Galleri.
Nel 1983 si trasferì al Centro Ester di Napoli, in una società di serie superiore, che le consentì di ultimare gli studi all'ISEF, al quale si era iscritta dopo aver frequentando il Liceo Azuni di Sassari. Nel 1985 si trasferì alla Nausicaa Reggio Calabria con cui prese parte al campionato di Serie A1. Nel 1987 si trasferì alla Robursport Pesaro, sempre in A1. L'anno seguente rientrò a Sassari e riprese a giocare con la Silvio Pellico, in Serie C; dopo due anni, nel 1990, nella doppia veste di allenatrice-giocatrice, sfiorò, con un secondo posto, la promozione in A.

#### Nazionale
Fu la prima giocatrice sarda a militare in nazionale, di cui fece parte dal 1981 al 1988, scendendo in campo in 119 occasioni.
Nel 1982 partecipò al mondiale disputatosi in Perù. L'anno seguente fu convocata per le selezioni della XII Universiade di Edmonton, in Canada, e per i IX Giochi del Mediterraneo di Casablanca, in cui l'Italia arrivò all'oro. Nel 1986 disputò la fase finale del mondiale di Praga.

### Dopo il ritiro
È diventata allenatrice di minivolley, ritenendo che per il rilancio dello sport sardo si debba ripartire proprio dai bambini; per questo motivo, nel luglio 2010, ha fondato la società sportiva Scuola dello Sport, la cui attività è rivolta principalmente all'educazione dei bambini con particolare attenzione verso quelle fasce di utenti residenti in aree disagiate e che, per ragioni economiche e sociali, generalmente non si avvicinano allo sport.
Sotto la Baiardo sono cresciute, pallavolisticamente parlando, molte giocatrici che ancora oggi militano in campionati nazionali.